# Laurent Lavigne
Pour les articles homonymes, voir Lavigne.
Laurent Lavigne (né le 10 août 1935 à Montréal et mort le 3 août 2017) fut député, enseignant et agriculteur québécois. 

## Biographie
Il fut élu à la Chambre des communes en 1993 dans la circonscription fédérale de Beauharnois—Salaberry sous la bannière du Bloc québécois. Il ne se représenta pas en 1997 cessant ainsi sa carrière parlementaire.
Il a été également député péquiste de la circonscription provinciale de Beauharnois à l'Assemblée nationale du Québec de 1976 à 1985. Pendant ses mandats, il fut adjoint parlementaire du ministre du Travail.